# Dimityr Dojczinow
Dimityr Dojczinow (bułg. Димитър Дойчинов, ur. 15 października 1919 w Sofii, zm. 3 lutego 2011 w Warnie) – bułgarski piłkarz i trener piłkarski.
Całą swoją piłkarską karierę związał z jednym klubem - Lewskim Sofia. Występował w nim przez piętnaście lat, od 1938 do 1953 roku. W jego barwach rozegrał łącznie 98 meczów, w których strzelił 10 bramek. Sześciokrotnie zdobył tytuł mistrza (1942, 1946, 1947, 1949, 1950 i 1953) i pięciokrotnie Puchar kraju (1942, 1946, 1947, 1949 i 1950). W reprezentacji Bułgarii zagrał w 27 spotkaniach.
Po zakończeniu kariery piłkarskiej pracował jako asystent w Lewskim Sofia (1953-1957) i w CSKA Sofia (1961-1965).
W 1973 roku zastąpił Jonczo Arsowa na stanowisku pierwszego trenera Lewskiego Sofia. W 1974 roku doprowadził go do tytułu mistrza kraju. W tym samym roku w trzech meczach pełnił obowiązki selekcjonera reprezentacji Bułgarii.
Później był trenerem m.in. Spartaka Warna (1975-1978), z którym w sezonie 1977-1978 nie potrafił utrzymać się w I lidze.